# Marco Aurelio Almazán
Marco Aurelio Almazán, más conocido como Marco A. Almazán (Ciudad de México, 22 de enero de 1922-Mérida, Yucatán, 23 de noviembre de 1991), fue un escritor y diplomático mexicano.

## Biografía
Confundido con Marco Antonio Almazán, aunque según palabras de él mismo, nunca haya conocido a ninguna Cleopatra. Nació en el barrio de Mixcoac, de la Ciudad de México, cursando el bachillerato en la Escuela Nacional Preparatoria. Estudió en la Facultad de Arquitectura y en la Facultad de Derecho en la Universidad Nacional Autónoma de México (UNAM). En 1940 marchó a Nueva Orleans, Luisiana, en los Estados Unidos, donde desempeñó el cargo de editor de la revista South. En 1942 regresó a México y presentó los exámenes en la Secretaría de Relaciones Exteriores para ingresar a la carrera diplomática. Prestó sus servicios en la delegación de México ante las Naciones Unidas en Nueva York, fue enviado como vicecónsul a Londres, Inglaterra y en 1943, con el mismo cargo, a Beirut, Líbano. En 1944, España y ahí apareció su primer libro, El arca de José. En 1971 regresó y radicó en Mérida, Yucatán, en donde vivió hasta su fallecimiento.

## Obra
El estilo del que se vale es humorístico, satirizando las costumbres de la sociedad mexicana, española, y cualquier otra que considerase digna de parodiarse. Fue conocido como "el filósofo de la alegría". La mayoría de sus libros son compilaciones de artículos breves, pues colaboró en Excélsior, en la columna humorística Claroscuro de 1964 a 1991, del cual se desprende el libro homónimo. Escribió también para el periódico Novedades y para las revistas: Contenido, Kena, Del Consumidor, Revista de Revistas, Él, así como en periódicos, de Centroamérica y Sudamérica; el Caribe y el sur de Estados Unidos.
Dentro de sus trabajos destacan: El arca de José, 1960; Claroscuro, 1967; Episodios nacionales en salsa verde, 1972; El rediezcubrimiento de México, 1972; El cañón de largo alcance, 1973; El jibarito y la loma un sueño hecho realidad (en colaboración con Mario Padilla) 1973; Cien años de humedad, 1974; Sufragio en efectivo. No devolución, 1976; La vuelta al mundo con ochenta tías, 1976; El zoológico de Almazán, 1976; Café, coñac y puro, 1980; Píldoras y anticonceptistas, 1980; Humorismo en do, re, mi, fa, sol la, si para piano y orquesta, 1982; Real y verdadera historia de los inventos, 1983; Lecturas para un consultorio, 1988; Y sigue la mata dando, 1989.
Otros títulos son: Pitos y flautas, Eva en camisón, El libro de las comedias, El libro de las tragedias, Don Baldomero murió virgen, Los unos vistos por los otros, Los gormondios de Marfesia, La dicha que el gallo tiene, Tras las gafas de Almazán, Pepeneo.
Algunos de sus artículos memorables son Las cuentas de tía Eduviges, Mi apartado postal (en el que se halla la explicación que aclara la continua confusión de su ilustrísima persona con el antes mencionado Marco Antonio Almazán), Tango con acompañamiento de mariachis, y el Minidiccionario de mujeres célebres.
Sus libros fueron publicados en las editoriales Font, Panorama, Jus y Diana.

## Almazán y el cine
Su principal obra, de mayor resonancia y con numerosas ediciones en México y en el extranjero, El rediezcubrimiento de México, la cual, en 1977 fue llevada al cine en España por Fernando Cortés con los actores Alfredo Landa y Pancho Córdova.
También participó en la elaboración de guiones de relevancia en el cine mexicano al lado de Mario Moreno "Cantinflas", en el filme Su excelencia (dirigida por Miguel M. Delgado, 1966), Por mis pistolas (1968); interviniendo en el argumento de La presidenta municipal (dirigida por Fernando Cortés, 1973).

## Premios
El Ayuntamiento (1976-1979) lo declaró Ciudadano Honorario de la ciudad de Mérida y editó su ensayo El humorismo en Yucatán. En 1988 el gobierno del Estado le confirió la Medalla Yucatán.

## Frases Célebres
Se dice que existen tres clases de testigos:
-Los que han visto bien, pero dudan de lo que han visto.
-Los que han visto mal, pero creen haber visto bien.
-Y los que no han visto nada y aseguran haber visto todo.

Jamás hay que discutir con un superior,
pues se corre el riesgo de tener razón.

Hay mujeres que no saben cocinar, sin embargo, tienen fritos a sus maridos.

No es verdad que los hombres casados vivan más años que los solteros,
lo que ocurre es que el tiempo se les hace más largo
Marco A. Almazán